# Baliospermum
Baliospermum é um género botânico pertencente à família Euphorbiaceae.
Plantas encontradas na Índia até Malesia Central.

## Espécies
Composto por 24 espécies:
| - Baliospermum angulare - Baliospermum angustifolium - Baliospermum axillare - Baliospermum balansae - Baliospermum bilobatum - Baliospermum calycinum - Baliospermum densiflorum - Baliospermum effusum | - Baliospermum indicum - Baliospermum malayanum - Baliospermum meeboldii - Baliospermum micranthum - Baliospermum montanum - Baliospermum moritzianum - Baliospermum nepalense - Baliospermum pendulinum | - Baliospermum polyandrum - Baliospermum raziana - Baliospermum reidioides - Baliospermum siamense - Baliospermum sinuatum - Baliospermum solanifolium - Baliospermum suffruticosum - Baliospermum yui |